# Ghawazi

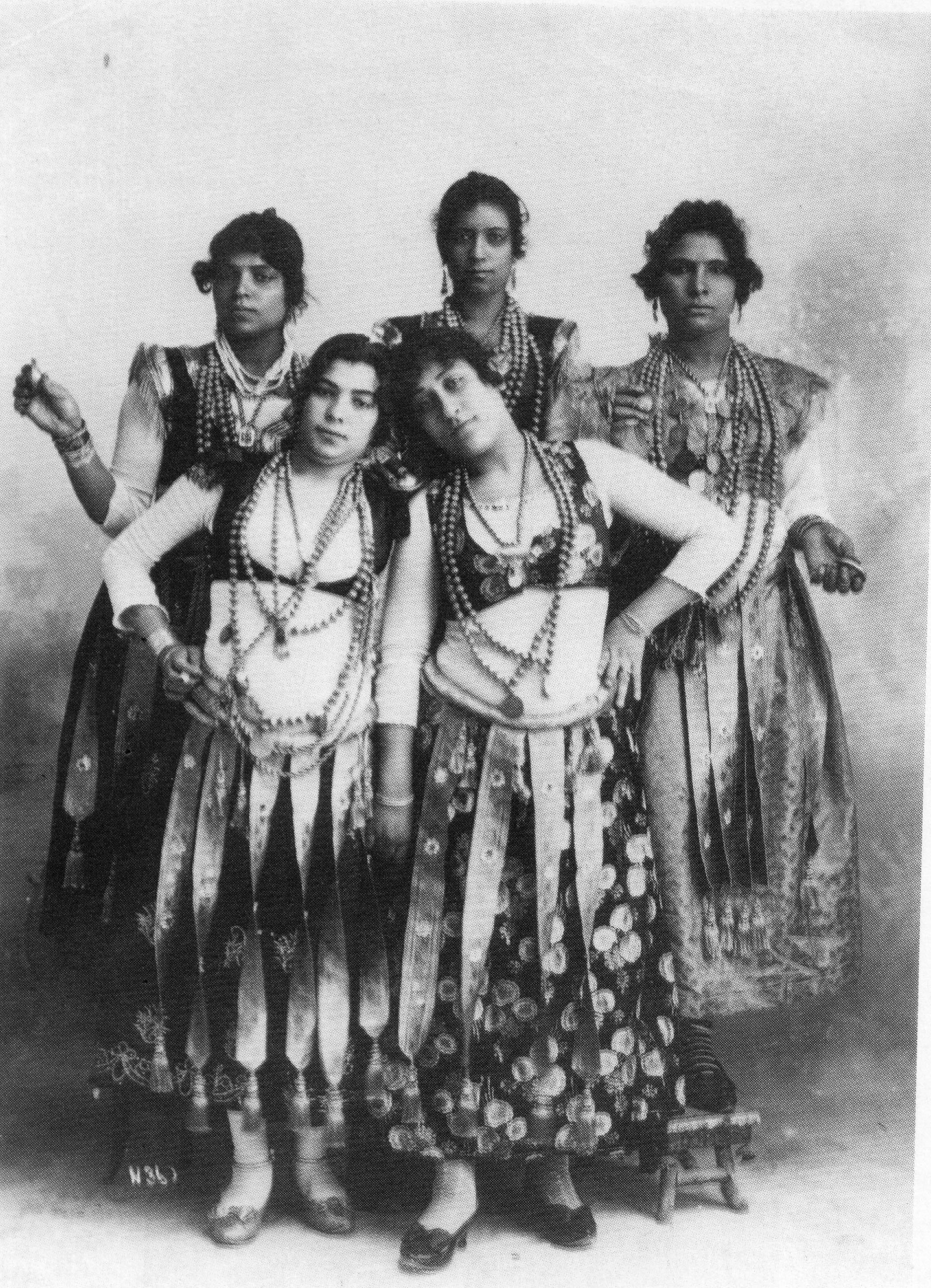
Egypte, Groupe de Danseuses Ghawazee

Ghawazi var en traditionell dansös i egyptisk kultur, associerad med magdansen. 
Ghawazi ska ursprungligen ha bestått av romska kvinnor, som uppträdde för pengar på gatan och offentliga platser, men dansen blev senare populär även bland bondebefolkningen och icke romska kvinnor. Ghawazi utförde magdans och kom att bli känd för denna dansform. 
De uppträdde oftast på gatan eller offentliga platser, eller på innergården till ett privat hus under festligheter. Både män och kvinnor tyckte om föreställningarna och det blev ett populärt folknöje, men på grund av den muslimska kulturens normer, där en kvinna förväntades täcka över sin kropp och inte bli sedd offentligt, hade ghawazis en låg ställning i samhället och var inte respekterade. De engagerades ibland för att uppträda i privathem för enbart män, men fick sällan uppträda för kvinnor i överklassens harem på grund av sin låga sociala ställning. På grund av att yrket inte ansågs anständigt, var det vanligt att familjen till en artist tog avstånd från henne. Artisterna assisterades av en mellanhand kallad mutayyib(a) (oftast men inte alltid en man), som fungerade som agent och samlade upp pengarna.
På grund av de starka stämningarna mot obeslöjade kvinnor, skapades senast under 1700-talet en annan yrkesgrupp, khawals, där unga slavpojkar uppträdde utklädda till kvinnliga ghawazis. 
År 1834 förbjöds ghawazis i Norra Egypten och Kairo. Ghawazis låtsades ofta därför tillhöra yrkesgruppen awalim eller almeh, vilket var namnet för kvinnliga artister, främst sångerskor, som uppträdde bakom en skärm och därför var respekterade i samhället. Ghawazis blev berömda i Västvärlden som magdansöser från 1860-talet och blev sedan synonyma med magdansen. Shafiqa al-Qibtiyya
beskrivs som dess första berömda internationella representant, och uppträdde i Paris under 1800-talet.